# Home a l'aigua
Home a l'aigua (títol original en anglès: Overboard) és una comèdia romàntica estatunidenca de 1987 dirigida per Garry Marshall i protagonitzada per Goldie Hawn i Kurt Russell. La pel·lícula és un remake lliure, inspirada en la comèdia italiana Cap a un destí insòlit, sobre les onades blaves de l'estiu, dirigida l'any 1974. Ha estat doblada al català.

## Argument
Dean és un fuster vidu que porta una vida senzilla amb els seus 4 fills. A petició de Joanna Stayton, una milionària capritxosa que viu en un iot, construeix un armari de roure pels seus innombrables parells de sabates. Però la rica clienta refusa pagar-li pretextant que l'armari hauria hagut de ser fabricat de cedre, i el tira a l'aigua amb les seves eines. Quan Dean s'entera més tard que Joanna va caure a l'aigua buscant el seu anell i des de llavors s'ha tornat amnèsica, decideix fer-se passar pel seu marit i fer que s'ocupi dels seus fills durant un mes en compensació dels diners que li hauria hagut de donar.

## Repartiment
- Goldie Hawn: Joanna Stayton / Annie Proffitt
- Kurt Russell: Dean Proffitt
- Edward Herrmann: Grant Stayton III
- Mike Hagerty : Billy Pratt
- Katherine Helmond: Edith Mintz
- Jared Rushton: Charlie Proffitt
- Jeffrey Wiseman: Joey Proffitt
- Brian Price: Travis Proffitt
- Jamie Wild: Greg Proffitt
- Roddy McDowall: Andrew
- Doris Hess: Adele Burbridge
- Henry Alan Miller: Dr. Norman Korman
- Marvin Braverman: El metge a l'hospital
- Ray Combs: El policia a l'hospital
- Frank Campanella: Karl
- Frank Buxton: Wilbur Budd
- Carol Williard: Rosa Budd
- Ed Cree: Thud Gittman
- Mona Lyden: Gertie
- Bing Russell: Earl, el xèrif
- Richard Stahl: El psiquiatra de l'hospital
- Garry Marshall: Un trillador (no surt als crèdits)